# UFO: Alien Invasion
UFO: Alien Invasion ist ein quelloffen entwickeltes rundenbasiertes Taktikspiel, das von der Spieleserie X-COM von Microprose inspiriert wurde. Es verbindet ebenfalls eine makroskopische Spielebene auf einer Weltkarte mit taktischen Gefechten in isometrischer Perspektive. Neben einer Einzelspieler-Kampagne, bietet das Spiel einen Mehrspielermodus über Internet oder LAN mit bis zu acht Spielern. Eine eigene Scriptengine ermöglicht die Erstellung von Modifikationen ohne fortgeschrittene Programmierkenntnisse.

## Handlung & Spielprinzip

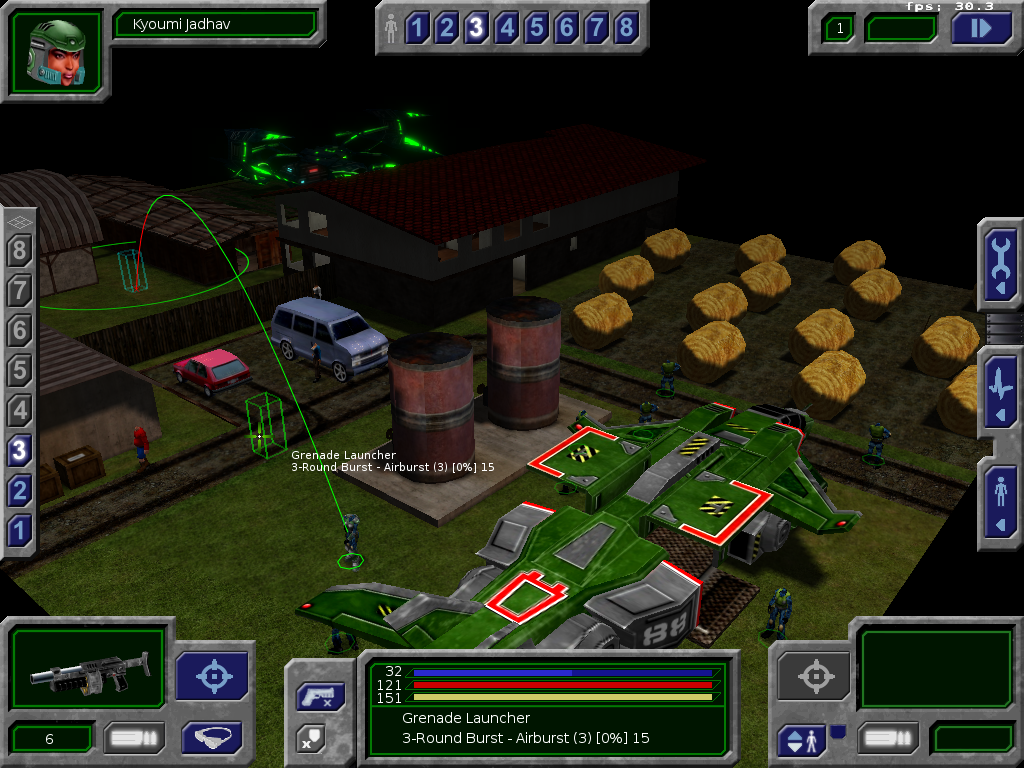
Bodenmission: Im Vordergrund der gelandete Truppentransporter mit dem Einsatzteam – Im Hintergrund das abgestürzte UFO

Nachdem Aliens die Erde im Jahr 2084 angreifen, soll die Spezialarmee PHALANX die fortschreitenden Übergriffe stoppen und den Planeten vor einer Invasion retten. Zu diesem Zweck wird ein Hauptquartier gebaut, welches erweitert werden kann und zur Erforschung von Technologien sowie Produktion von Waffen dient. Kleinere Stützpunkte können genutzt werden, um Radaranlagen und Luftabwehrstellungen unterzubringen.
Angriffe durch Raumfahrzeuge oder Bodentruppen werden auf der Weltkarte angezeigt, wo der Spieler eine Reaktion planen kann. Während Luftgefechte weitgehend automatisch ablaufen, wird für Bodeneinsätze in eine dreidimensionale taktische Ansicht gewechselt, in welcher der Spieler alle beteiligten Soldaten einzeln steuert.
Rechtzeitige Intervention beeinflusst die Zufriedenheit der geldgebenden Nationen (abhängig vom Erfolg und insbesondere zivilen Opfern) und ist daher äußerst wichtig. Parallel dazu werden die angreifenden Aliens und ihre Technologie erforscht sowie die Hintergründe der Invasion aufgedeckt.

## Entwicklung
Die Engine ist vollständig quelloffen und unter GPL lizenziert. Die meisten Spieldaten stehen ebenfalls unter der GPL oder einer ähnlich freien Lizenz. Eine Ausnahme stellen einzelne Texturen dar, deren Herkunft nicht eindeutig geklärt werden kann. Das Spiel ist für Windows, Linux und (seit Version 2.2) Mac OS X in verschiedenen Sprachen verfügbar.
Im Gegensatz zu den ersten X-COM-Spielen kommt mit einer stark modifizierten id-Tech-2-Engine (auf Basis der Implementierung aus Quake II) eine echte 3D-Engine zum Einsatz. Dies ermöglicht freie Kamerabewegung und weitere Effekte. Teilweise wurden sogar Animationen und Texturen aus Quake II verwendet.

## Rezeption
Als Open-Source-Software erhielt das Spiel zunächst wenig Aufmerksamkeit von der Fachpresse, wurde von Fans jedoch wohlwollend aufgenommen. Da von 1997 bis 2012 keine klassischen X-COM-Spiele mehr erschienen, rundenbasierte Strategiespiele generell wenig verbreitet waren und die spirituellen Nachfolger von Entwickler Cenega – UFO: Aftermath, UFO: Aftershock und UFO: Afterlight – nur mittelmäßige Rezensionen erhielten, wurde X-COM: Alien Invasion zunehmend als einziger „echter“ Nachfolger der X-COM Reihe wahrgenommen.
Im März 2012, ein halbes Jahr vor Veröffentlichung des Remakes des ersten Spiels X-COM: Enemy Unknown. schrieb Jim Norris für PC World, dass das Spiel eine konsequente Weiterentwicklung der ersten X-COM-Spiele darstelle und auch grafisch eine deutlich Verbesserung darstelle, auch wenn es zu diesem Zeitpunkt bereits nicht mehr dem Stand der Zeit entsprach. Das Verhalten der Antagonisten wurde glaubhaft weiterentwickelt, indem sie beispielsweise Truppentransporter im Anflug angreifen, sofern diese nicht von Abfangjägern eskortiert werden.
Kritik wurde primär hinsichtlich technischer Probleme gelöst, wie sie bei ehrenamtlichen Open-Source-Projekten jedoch zu erwarten zu seien. Neben mangelnder Kompatibilität mit (damals) modernsten Grafiktreibern und Betriebssystemen, gäbe es auch eine Anzahl kleinerer Ungereimtheiten und Balancing-Probleme, die in einem kostenpflichtigen Produkt ernsthaft bemängelt werden würden. Außerdem biete das Spielprinzip langfristig zu wenig Abwechslung.
Die Komplexität des Spiels wurde gleichzeitig positiv und negativ bewertet: Einerseits entspreche sie den Ansprüchen und dem Spielgefühl der Vorlage und ermögliche spannende und bedeutsame Entscheidungen auf vielen Ebenen. Die Informationen würden jedoch teilweise so dröge und stellenweise unübersichtlich präsentiert, dass dies ein ernsthaftes Hindernus für Einsteiger darstellen könnten. Ähnliches gelte für die Handlung, die zwar nicht besonders dicht aber grundsätzlich gut geschrieben sei, jedoch nur in langen Textpassagen erzählt wird.